# Uchi deshi
Uchi deshi (内弟子:うちでし, "deixeble" deshi "intern" uchi) és un terme japonès utilitzat en les arts marcials per a descriure un deixeble que viu a temps complet amb el seu mestre. Aquest terme s'oposa al de soto deshi, que designa un deixeble "extern".